# Staatsbibliothek Bamberg
Die Staatsbibliothek Bamberg ist eine wissenschaftliche Bibliothek mit geisteswissenschaftlichem Schwerpunkt in der oberfränkischen Stadt Bamberg; sie ist heute in den Räumlichkeiten der Neuen Residenz am Domplatz untergebracht. Träger der Bibliothek ist der Freistaat Bayern.

## Allgemeines
Die Staatsbibliothek Bamberg ist eine Allgemeinbibliothek mit geisteswissenschaftlichem Schwerpunkt. Sie dient der Literaturversorgung von Stadt und Region und steht jedem unentgeltlich für wissenschaftliche Zwecke, berufliche Arbeit und persönliche Fortbildung offen. Ihre historisch gewachsenen Bestände ergänzt sie laufend durch Neuerwerbungen aus allen Fachgebieten. Hauptsammelgebiete bilden hierbei die fächerübergreifende Literatur, die (ober-)fränkische Geschichte und Landeskunde, die Kunstgeschichte sowie die Handschriften- und Buchkunde.
In den Bereichen Erwerbung, Katalogisierung und Benutzung arbeitet sie eng mit der Universitätsbibliothek Bamberg zusammen. Zu ihren regionalen Aufgaben gehören das Sammeln dokumentarischen Materials von und über Persönlichkeiten, die durch Geburt oder Wirken mit der Region verbunden sind, und das Erschließen dieses Schrifttums in einer Regionalbibliografie (monographisches Grundwerk Bibliographie zur Geschichte von Stadt und Hochstift Bamberg 1945–1975, von 1976 bis 1995 in vier Fünfjahresbänden als Schrifttum zur Geschichte von Stadt und Hochstift Bamberg sowie der Randgebiete, seit 1996 auf ganz Oberfranken ausgedehnt und als Teil der Datenbank Bayerische Bibliographie). Darüber hinaus ist sie seit 1987 Pflichtexemplarsbibliothek für Oberfranken: sie erhält von der Bayerischen Staatsbibliothek in München eines der beiden dort abzuliefernden Exemplare der in Oberfranken erschienenen Publikationen zur dauerhaften Aufbewahrung.
Sie verwahrt auch die Bibliotheken des Historischen Vereins Bamberg, der Naturforschenden Gesellschaft Bamberg, der E.T.A. Hoffmann-Gesellschaft und der Bamberger Gruppe des Frankenbundes.
Ihren Ruf als Forschungsbibliothek von internationalem Rang verdankt die Staatsbibliothek Bamberg den Beständen der ehemaligen Stifte und Klöster des Hochstifts Bamberg sowie der alten Universität Bamberg. Zwei ihrer Reichenauer Prachthandschriften der ersten Jahrtausendwende aus dem vormaligen Bamberger Domschatz wurden 2003 in die Liste des Weltdokumentenerbes (Memory of the World) der UNESCO aufgenommen:
- die Bamberger Apokalypse (Msc.Bibl.140) und
- der Kommentar zum Hohen Lied, zu den Sprüchen Salomos und zum Buch Daniel (Msc.Bibl.22).

2013 wurde auch das um 800 geschriebene und aus der Bamberger Dombibliothek stammende
- Lorscher Arzneibuch (Msc.Med.1)

zum Weltdokumentenerbe erklärt.

## Geschichte

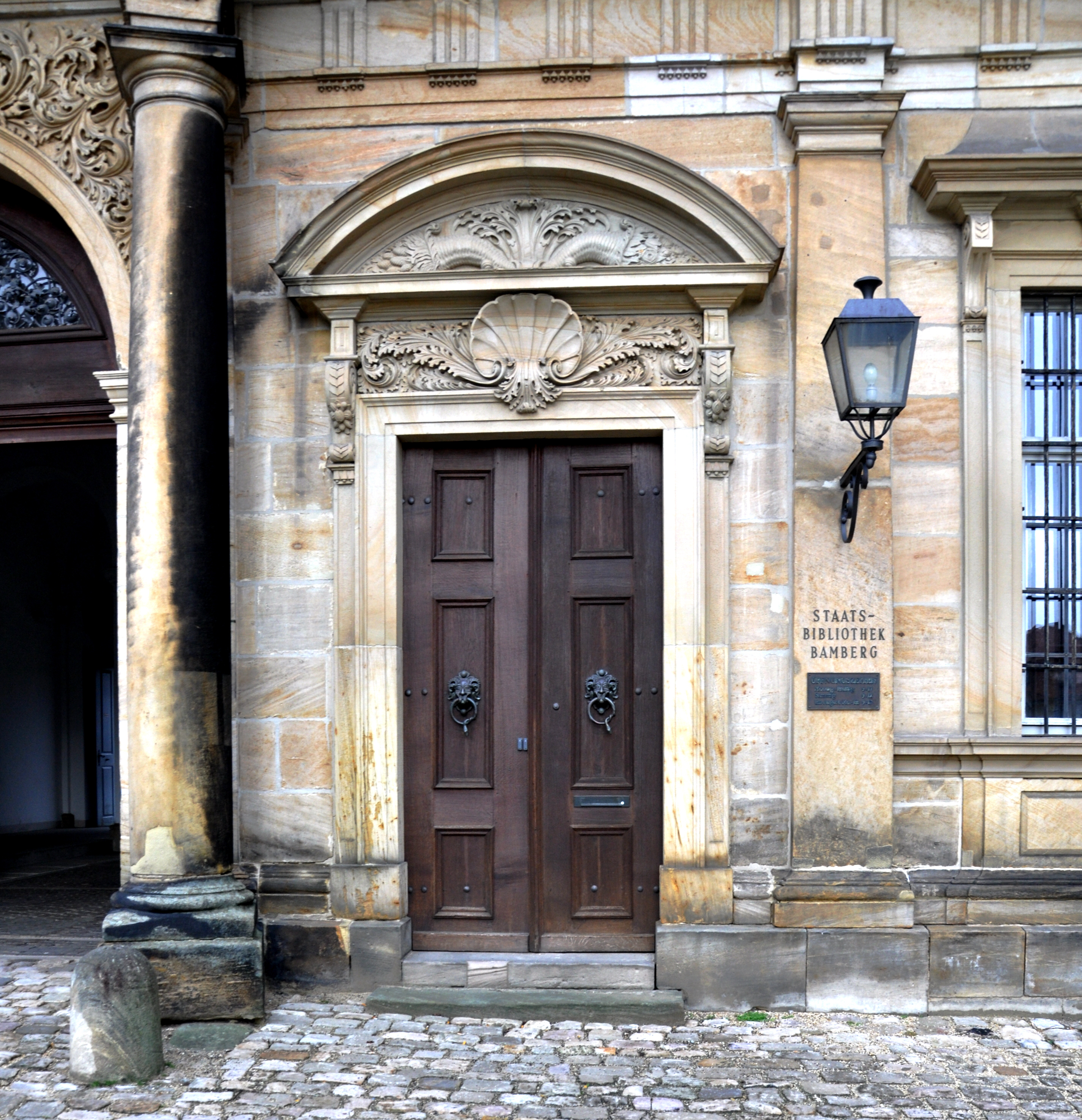
Eingang zur Staatsbibliothek

Die Wurzeln der Staatsbibliothek Bamberg liegen in der Säkularisation 1802/1803, als die zum ehemaligen Hochstift Bamberg gehörenden Stifte und Klöster aufgelöst und die Bamberger Universität aufgehoben wurden. Die Bibliotheken dieser Einrichtungen führte man in der 1803 gegründeten Kurfürstlichen Bibliothek zusammen, deren Bezeichnung sich mit den politischen Verhältnissen wandelte: ab 1806 hieß sie Königliche Bibliothek, ab 1918 Staatliche Bibliothek, bevor sie 1966 in Staatsbibliothek Bamberg umbenannt wurde.
Die erste Heimat der Bibliothek lag inmitten der Bamberger Inselstadt: Es handelte sich um das Kollegienhaus der Jesuiten, das seit 1648 als Sitz der Academia Ottoniana (ab 1773 Universitas Ottoniano-Fridericiana) gedient hatte. Erster Bibliotheksleiter war der ehemalige Zisterzienser aus dem Kloster Langheim Heinrich Joachim Jaeck (1777–1847), dem es gelang, aus den zusammengeströmten Büchermassen eine benutzbare Bibliothek zu formen.
Da die Bibliothek zunächst keinen Erwerbungsetat hatte, war sie zur Erweiterung ihrer Bestände auf die Einnahmen aus Dublettenverkäufen und Schenkungen angewiesen. Einige der großen Bestandszugänge des 19. Jahrhunderts wurden separat aufgestellt und lassen noch heute in den Signaturen ihre Provenienz erkennen. Mit dem Bipontina-Bestand wurde 1807/1808 ein wesentlicher Teil der Büchersammlung des wittelsbachischen Herzogs Karl II. August von Pfalz-Zweibrücken (regierte 1775–1795), des Bruders des ersten bayerischen Königs Max I. Joseph, übernommen. Seine Hofbibliothek aus dem Schloss Karlsberg bei Homburg ist mit heute über 11.000 geschlossen aufgestellten Bänden ein auch durch die prachtvollen Einbände ausgezeichneter Bestand. Einen weiteren Komplex, der in seiner Gesamtheit bis heute erkennbar ist, stellt die Sammlung Joseph Heller mit dem Signaturbeginn „JH“ dar. Joseph Heller (1798–1849) war ein früher, um die graphischen Künste sowie um Lucas Cranach dem Älteren und Albrecht Dürer verdienter Kunsthistoriker und Sammler und legte mit seinem Legat den Grundstock zur Graphischen Sammlung der Staatsbibliothek Bamberg. Darunter befindet sich ein umfassender, noch heute weitergeführter Bestand von Porträts und topographischen Blättern der Region (vor allem zur Fränkischen Schweiz), ferner eine darauf abgestimmte Bibliothek von rund 6.000 Bänden. Der Signaturbeginn „MvO“ kennzeichnet den Nachlass Emil Marschalks von Ostheim (1841–1903), eines an genealogischen, heraldischen und lokalhistorischen Forschungen interessierten Freiherrn. Er enthält unter anderem eine Sammlung auch entlegener Kleinschriften zur Revolution von 1848 und wurde durch den 1912 publizierten Katalog bekannt. In der allgemeinen Sammlung aufgegangen sind die über 10.000 Bände, die der aus Bamberg stammende königlich preußische Leibarzt und Professor der Medizin Johann Lukas Schönlein (1793–1864) der Bibliothek sukzessive zuwandte. Ein Schwerpunkt dieser Schenkungen liegt auf geographischen Werken aus aller Welt. Ende des 19. Jahrhunderts wurde der Bibliothek die bibliophile Sammlung des Schotten Thomas Dempster Gordon (geboren 1811 in Bath, gestorben 1894 in Bamberg), vormals Captain der Royal Navy, geschenkt. Unter den mehr als 3.000 Bänden, die gleichfalls im Gesamtbestand aufgingen, herrschen Werke der Weltliteratur in originalsprachlichen Ausgaben vor, darunter zahlreiche rare Erstausgaben, vielfach in goldverzierten Einbänden aus England und Frankreich.
Das letzte Viertel des 19. Jahrhunderts und das erste Viertel des 20. Jahrhunderts stellen eine Periode der Konsolidierung in der Geschichte der Bibliothek dar. In diese Zeit fällt die Veröffentlichung des noch heute vorbildlichen Handschriftenkatalogs durch die beiden Bibliotheksleiter Friedrich Leitschuh und Hans Fischer. Im Zweiten Weltkrieg blieb das Gebäude vor Beschädigungen verschont, nur sehr wenige Bände gingen verloren. Im Jahre 1965 erfolgte unter Fridolin Dreßler der Umzug vom Jesuitenkolleg in die Neue Residenz auf dem Domberg. Das Anwachsen des Bibliotheksbestandes erforderte 2014 den Bezug eines Außenmagazins.

### Bibliotheksleiter
- 1803–1813: Konrad Frey (1764–1813), Heinrich Joachim Jaeck (1777–1847) und Alexander Schmötzer (1748–1815)
- 1813–1815: Heinrich Joachim Jaeck (1777–1847) und Alexander Schmötzer (1748–1815)
- 1815–1847: Heinrich Joachim Jaeck (1777–1847)
- 1848–1874: Michael Stenglein (1810–1879)
- 1874–1898: Friedrich Leitschuh (1837–1898)
- 1898–1924: Hans Fischer (1859–1941)
- 1924–1945: Max Müller (1880–1953)
- 1946–1952: Curt Höfner (1899–1980)
- 1953–1958: Alois Fauser (1906–1987)
- 1958–1967: Fridolin Dreßler (1921–2013)
- 1967–1984: Wilhelm Schleicher (1925–1985)
- 1984–2005: Bernhard Schemmel (geb. 1940)
- 2006–2016: Werner Taegert (geb. 1950)
- seit 2016: Bettina Wagner (geb. 1964)

## Bestände

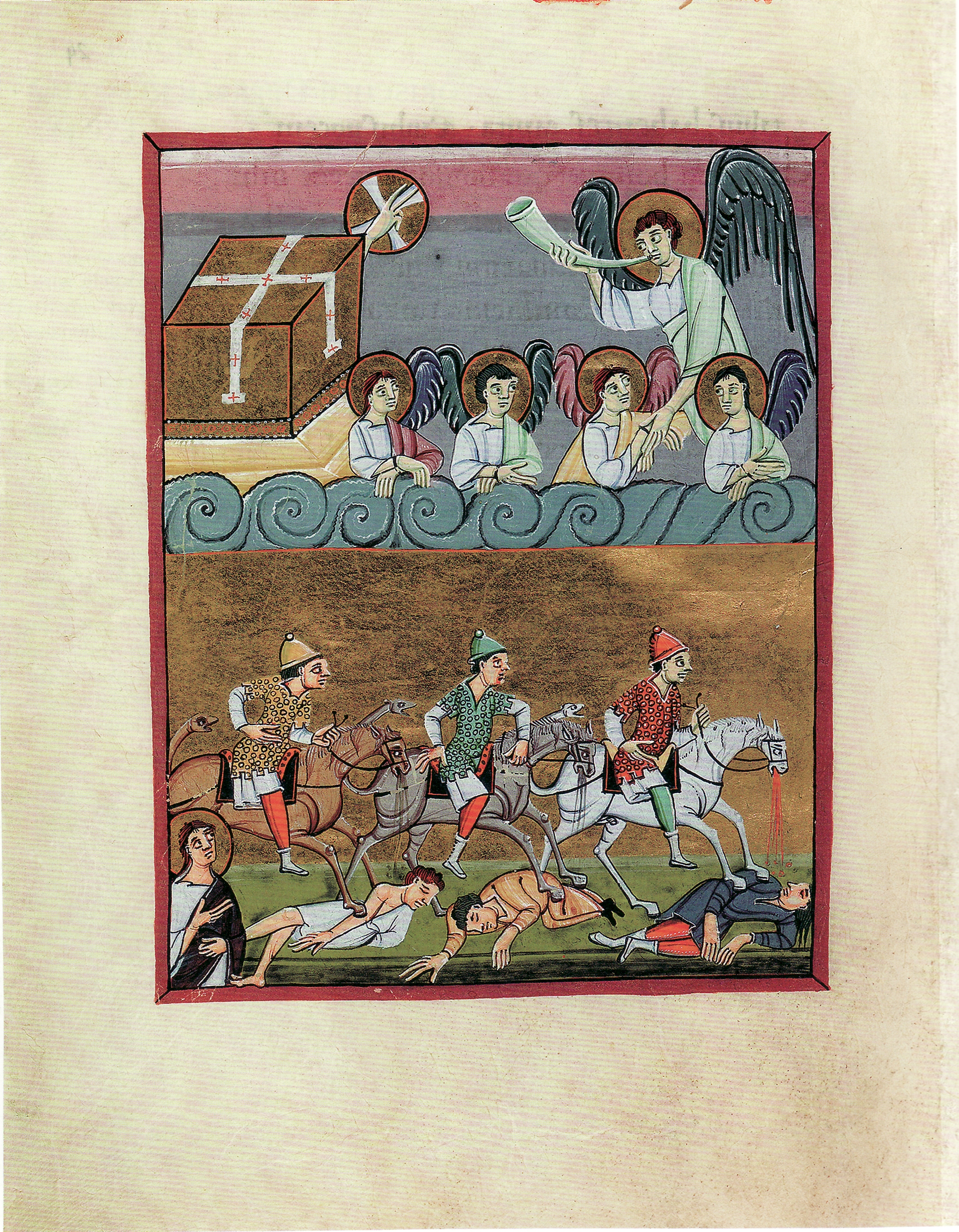
Miniatur aus der Bamberger Apokalypse (Msc.Bibl.140, fol. 24v): die sechste Posaune der Apokalypse, in der unteren Bildhälfte reiten drei unheilbringende Reiter auf feuer- und aschespeienden Pferden über Leichen

Im Mittelpunkt der Bestände der Staatsbibliothek Bamberg steht die Sammlung der rund 1.000 mittelalterlichen Handschriften. Darunter sind jene hervorzuheben, die Kaiser Heinrich II. dem von ihm begründeten Bistum Bamberg zwischen 1007 und 1024 sukzessive zuwandte. Sie sind ein Spiegel der um die Jahrtausendwende blühenden Buchmalerei und der frühmittelalterlichen Wissenschaft. Die heute berühmteste Miniaturhandschrift, die Bamberger Apokalypse (Msc.Bibl.140) aus dem Skriptorium des Klosters Reichenau, schenkten der Kaiser und seine Gemahlin Kunigunde allerdings nicht dem Domstift, sondern dem Kollegiatstift St. Stephan in Bamberg. Eine jüngere, kaum weniger bekannte Handschrift ist der zwischen 1230 und 1240 entstandene illuminierte Bamberger Psalter (Msc.Bibl.48). Sein möglicher Herstellungsort Bamberg ist in der jüngeren Forschung umstritten; erwogen wird neuerdings Regensburg.
Allerdings wurden im Zuge der Säkularisation 1803 sechs herausragende frühmittelalterliche Handschriften nicht der Bamberger Bibliothek, sondern der damaligen Hofbibliothek München (jetzt Bayerische Staatsbibliothek) zugewiesen. Es handelt sich um fünf Handschriften aus dem vormaligen Bamberger Domschatz:
- ein Evangeliar aus Mainz (Clm 4451),
- das Perikopenbuch Heinrichs II. (Clm 4452),
- das Evangeliar Ottos III. (Clm 4453),
- ein Reichenauer Evangeliar (Clm 4454) und
- das Sakramentar Heinrichs II. (Clm 4456)

sowie um eine Handschrift aus der Bamberger Dombibliothek:
- der Heliand (Cgm 25).

Wenn auch der früheste Buchdruck – ab der Zeit um 1460 mit Bamberg als frühem Druckort eng verbunden – in der Inkunabelsammlung nur fragmentarisch vertreten ist, enthalten die Wiegendrucke der Staatsbibliothek Bamberg ein breites Spektrum aller namhaften Personen und Orte, die die Druckgeschichte des 15. Jahrhunderts zu bieten hat.
Ein Großteil der Drucke des 16. bis 19. Jahrhunderts wurde von September 2019 bis Januar 2025 im Rahmen der Massendigitalisierung durch Google digitalisiert. Ungefähr 111.500 digitalisierte Titel mit über 34 Millionen Seiten sind seitdem online über den Bibliothekskatalog sowie über Google Books verfügbar.
Unter den Sonderbeständen ragen die laufend fortgeführte Spezialsammlung zu dem multitalentierten Künstler E. T. A. Hoffmann, der von 1808 bis 1813 in Bamberg weilte, sowie die Sammlung der Stammbücher und Poesiealben hervor. 

### Bestandszahlen im Überblick
- ca. 576.000 Medieneinheiten insgesamt
- ca. 80.000 Grafik- und Fotoblätter
- ca. 3.600 Inkunabeln (Wiegendrucke)
- ca. 6.400 Handschriften und Autographen insgesamt, davon ca. 1.000 Handschriften des Mittelalters
- ca. 1.600 laufende Zeitschriften[2]

## Kaiser-Heinrich-Bibliothek
Das Anliegen des Digitalisierungsprojekts Kaiser-Heinrich-Bibliothek ist es, diejenigen Handschriften und Handschriftenfragmente der Staatsbibliothek Bamberg, die nachweislich oder mit großer Wahrscheinlichkeit auf Kaiser Heinrich II. zurückgehen, einem größeren Benutzerkreis zugänglich zu machen und die Erforschung der einzelnen Handschriften sowie des gesamten Ensembles zu erleichtern. In enger Kooperation mit der Bayerischen Staatsbibliothek München und mit finanzieller Unterstützung der Oberfrankenstiftung stellt die Staatsbibliothek Bamberg diese 165 Handschriften und Handschriftenfragmente auf ihren Internetseiten digital und kostenlos zur Verfügung. Ein zusätzlicher Mehrwert entsteht durch die Anreicherung der Digitalisate mit Strukturdaten, Katalogbeschreibungen und Daten der Forschungsdokumentation.

## Gebäude
Die Bibliothek belegt überwiegend den Ostflügel der Bamberger Neuen Residenz, die Johann Leonhard Dientzenhofer 1697–1703 für den damaligen Fürstbischof Lothar Franz von Schönborn (reg. 1693–1729) schuf. In diesem Gebäudetrakt befand sich ursprünglich die fürstbischöfliche Verwaltung; auf diese Funktion gehen zwei Archivräume zurück, die noch mit den originalen Regalen und Archivtruhen bestückt sind und im Rahmen von Sonderführungen besichtigt werden können.
Zu den nicht allgemein zugänglichen Schauräumen der Bibliothek gehören auch die sogenannten Dominikanerräume, deren Name sich von ihrer Ausstattung mit den Bücherregalen des Bamberger Dominikanerklosters ableitet, das während der Säkularisation aufgelöst wurde. Einer der Dominikanerräume beherbergt die rund 11.000 Bände umfassende Büchersammlung des wittelsbachischen Herzogs Karl II. August von Pfalz-Zweibrücken (regierte 1775–1795), deren einheitliche Rokoko-Einbände ein Musterbeispiel für eine repräsentative Fürstenbibliothek des 18. Jahrhunderts darstellen.
Zu den internen Räumlichkeiten gehören auch der Vierzehnheiligenpavillon im dritten Obergeschoss, der dem Fürstbischof als Bibliothekssaal diente und dessen Wände 1843 mit Scheinmalereien im pompeianischen Stil verziert wurden, und der ehemalige Weinkeller unter dem Lesesaal, der seit 1978 als Kompaktmagazin genutzt wird.
Allgemein zugänglich ist die Eingangshalle. Dort werden kulturgeschichtlich wertvolle Glasgemälde des 16. und 17. Jahrhunderts präsentiert, deren Besitz die Bibliothek einem ihrer Förderer, dem Kunsthistoriker und Sammler Joseph Heller, verdankt.
Von der Eingangshalle aus gelangt man in den Lesesaal. Dieser besteht aus dem ursprünglichen Audienzraum und dem ehemaligen Sommersaal des Fürstbischofs, die Balthasar Neumann 1731 durch Umgestaltung der Trennwand zu einem dreifachen Bogendurchbruch zusammenlegte. Der Lesesaal bietet einen faszinierenden Blick auf den Rosengarten.

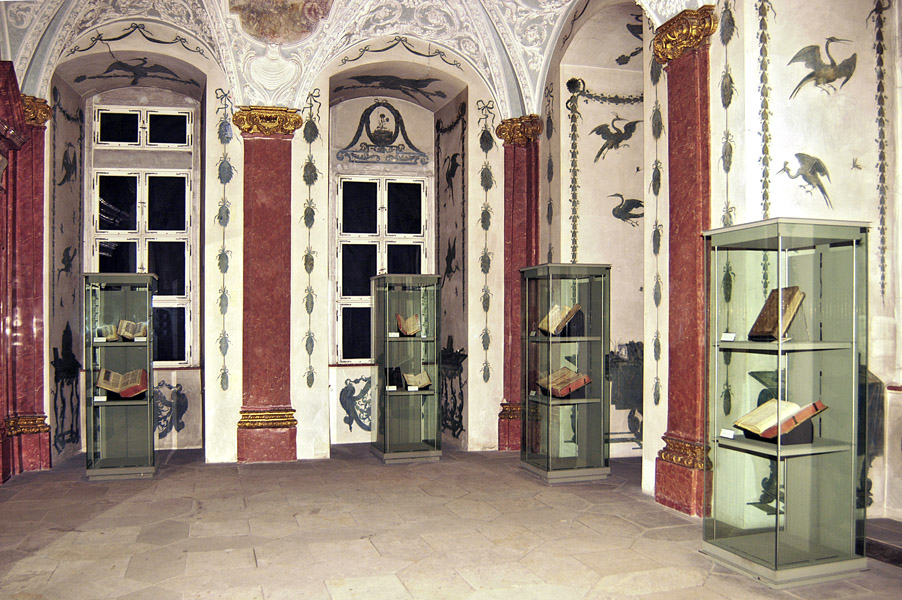
Staatsbibliothek Bamberg, Garten- oder Scagliolasaal

Während der unregelmäßig stattfindenden Sonderausstellungen der Bibliothek können auch das Sterngewölbe und der ehemalige Gartensaal, auch Scagliolasaal genannt, besichtigt werden. Die Wände des Scagliolasaals sind mit Stuckmarmor und blaugrünen Dekorelementen in Scagliolatechnik geschmückt, das Deckengemälde zeigt unter anderem Apollon auf dem Sonnenwagen und den Sturz des Phaethon.